# NGC 6788
NGC 6788 é uma galáxia espiral (Sab) localizada na direcção da constelação de Telescopium. Possui uma declinação de -54° 57' 02" e uma ascensão recta de 19 horas, 26 minutos e 49,7 segundos.
A galáxia NGC 6788 foi descoberta em 9 de Julho de 1834 por John Herschel.